# AsciiMath
AsciiMathは、ウェブブラウザで数式を表示するためのクライアントサイドの数学マークアップ言語である。
JavaScriptスクリプトのASCIIMathML.jsを使用すると、Mozilla FirefoxとSafariではネイティブに、Internet Explorer 7ではプラグインを介してブラウザによってページが読み込まれるときに、AsciiMath表記がMathMLに変換される。簡略化されたマークアップ言語はLaTeXのコマンドの部分集合と、あまり冗長ではない構文に対応している。結果として得られるMathMLの数式は、CSSをmstyleクラスに適用することでスタイルを設定することができる。
ASCIIMathML.jsはMIT Licenseの下で自由に入手することができる。最新版では、Mozilla Firefoxではネイティブに、Internet Explorer 7ではプラグインを介したSVG画像の対応が含まれている。
ASCIIMathML.jsはMathJax v2.0からMathJaxに統合された。

## 例
二次方程式の解の公式
{\displaystyle x={\frac {-b\pm {\sqrt {b^{2}-4ac}}}{2a}}}
これはAsciiMathでは次のように表記する:
```
x=(-b +- sqrt(b^2 – 4ac))/(2a)
```